# Hoplophorella heteropilosa
Hoplophorella heteropilosa är en kvalsterart som först beskrevs av Wojciech Niedbała 2004.  Hoplophorella heteropilosa ingår i släktet Hoplophorella och familjen Phthiracaridae. Inga underarter finns listade i Catalogue of Life.